# Payaso Chacovachi
El Payaso Chacovachi (nacido Fernando Cavarozzi, Necochea, provincia de Buenos Aires; 21 de abril de 1962) es un payaso y bufón argentino. Es uno de los payasos de referencia de Argentina, artista callejero, fundador del Circo Vachi, director de espectáculos y director artístico de la Convención Argentina de Circo, Payasos y Espectáculos Callejeros desde sus inicios en 1996.

## Trayectoria
Fernando Cavarozzi inició su carrera en 1983, después de la Guerra de las Malvinas, durante la cual fue soldado, sin llegar a combatir, pues permaneció acuartelado hasta el final del conflicto. Se formó en la escuela de mimos Angel Elizondo, y no fue hasta 1985 que acuñó su nombre artístico Chacovachi, deformando el nombre de un pueblo de Río Negro: Ingeniero Jacobacci. Fue de los primeros artistas callejeros de Argentina en trabajar el payaso de calle, primero en el Parque Centenario, Parque Lezama y posteriormente en Plaza Francia, donde trabajó 15 años y se forjó un nombre como artista de referencia, siendo considerado el payaso de Plaza Francia. Un estilo que marcó tendencia en las sucesivas generaciones de payasos en Argentina.
Con su propio circo, Circo Vachi (una de las carpas pioneras dentro del llamado nuevo circo en Argentina), realizó 12 temporadas consecutivas en la costa argentina, en San Bernardo del Tuyú, aunque en la década de los noventa, Chacovachi empezó a viajar cada vez más a menudo a Europa, principalmente a España, donde se convirtió en un habitual de los festivales de teatro más importantes, como la Convención Europea de Malabaristas o sobre todo la Feria de Tárrega, que le abrió la puerta al mercado europeo. Circo Vachi cerró sus puertas tras los dificultades y prohibiciones (se limitaron mucho las habilitaciones) surgidas tras la tragedia de República Cromañón.
El Payaso Chacovachi ha trabajado en Marruecos, Cuba, Perú, Brasil, Venezuela, España, Inglaterra, Holanda, Colombia, Francia, entre otros países. Es el director de la Convención Argentina de Circo, Payasos y Espectáculos Callejeros. Además, también preside la Fundación Humor y Circo Argentino Para El Mundo.

## Libros
- La innovación, en serio (Grupo Ibermática, 2011) En colaboración con Payasos Sin Fronteras
- Manual y Guia del Payaso Callejero (Colectivo Contramar, 2015)[12]

## Filmografía
- 2013: Solo para payasos. Dirección: Lucas Martelli.[13]